# Andreas Jürgens
Andreas Jürgens (* 14. November 1956 in Salzgitter) ist ein deutscher Politiker (Bündnis 90/Die Grünen), ehemaliger Abgeordneter des Hessischen Landtags und Erster Beigeordneter beim Landeswohlfahrtsverband Hessen.
Er war vom 5. April 2003 bis 19. November 2008 und vom 5. Februar 2009 bis zum 1. Mai 2012 Mitglied des Hessischen Landtags. Er war fachpolitischer Sprecher für Rechtspolitik, Justizpolitik, Gleichstellungspolitik und Behindertenpolitik. Jürgens war Mitglied im Rechtsausschuss, im Sozialausschuss und dem Unterausschuss Justizvollzug. Bei der Landtagswahl 2009 in Hessen zog er auf Platz 8 der Landesliste von Bündnis 90/Die Grünen wieder in den Landtag ein und trat als Kandidat im Wahlkreis 3 (Kassel-Stadt I – „West“) an.

## Beruf
Von 1976 bis 1986 studierte er an der Philipps-Universität Marburg Rechtswissenschaften und schloss das Studium mit einer Promotion ab. Von 1986 bis 2003 war er als Richter am Amtsgericht Kassel tätig, zuletzt als weiterer aufsichtführender Richter.
Seit 1992 wird der Rechtsprechungsteil der Fachzeitschrift Betreuungsrechtliche Praxis (BtPrax) von ihm betreut.

## Politik
Seit 1999 war er Mitglied im Kreisvorstand von Bündnis 90/Die Grünen in Kassel, von 2001 bis 2011 war er Vorsitzender des Kreisverbandes. Von November 2005 bis März 2006 gehörte er und von Februar 2008 bis 2021 gehörte er wieder der Stadtverordnetenversammlung in Kassel an.
Für die Landtagsfraktion Bündnis 90/Die Grünen war er bis November 2008 Mitglied in der Versammlung Landesanstalt für privaten Rundfunk und neue Medien (LPR). Im Oktober 2006 wurde er in die Verbandsversammlung des Landeswohlfahrtsverbandes (LWV) gewählt, von Oktober 2011 bis zum 18. April 2012 war er Fraktionsvorsitzender der LWV-Fraktion. Am 18. April 2012 wurde Jürgens zum hauptamtlichen Ersten Beigeordneten des LWV Hessen gewählt.
Bei der am 27. März 2011 stattfindenden Wahl kandidierte Jürgens für das Amt des Oberbürgermeisters der Stadt Kassel und erreichte mit 14,95 % der Stimmen den dritten Platz von insgesamt sechs Kandidaten.

## Behindertenbewegung
Als Student engagierte sich Andreas Jürgens in der Bundesarbeitsgemeinschaft Behindertenpolitik der Grünen und beteiligte sich 1981 an Protesten gegen das Internationales Jahr der Behinderten, das als „Jahr der Behinderer“ kritisiert wurde.
Jürgens, selbst Rollstuhlfahrer, setzte sich früh für ein selbstbestimmtes Leben und gegen paternalistische Fürsorge ein. Er kämpfte gegen Aussonderung, Bevormundung und Diskriminierung und trat für die rechtliche Gleichstellung und gesellschaftliche Teilhabe von Menschen mit Behinderungen ein. Er ist Mitbegründer der Interessenvertretung Selbstbestimmt Leben.
Als Jurist war er neben  Horst Frehe maßgeblich an der Entwicklung und Ausarbeitung des Behindertengleichstellungsgesetzes beteiligt, das 2002 in Kraft trat. Erstmals in der deutschen Rechtsgeschichte waren die Betroffenen eines Gesetzes an dessen Entstehung beteiligt.

## Ehrungen
2003 erhielt Andreas Jürgens das Bundesverdienstkreuz am Bande.